# 韋謝拉亞山
韋謝拉亞山（英語：Vesëlaya Mountain）是南極洲的山峰，位於東部南極洲的毛德皇后地，屬於沃爾塔特山脈中南彼得曼山脈的一部分，海拔高度2,385米，該山峰由德國的探險隊發現，現時受南極條約體系管理。
71°38′S 12°32′E / 71.633°S 12.533°E